# スイス連邦憲法
スイス連邦憲法（スイスれんぽうけんぽう、ドイツ語: Bundesverfassung der Schweizerischen Eidgenossenschaft、フランス語: Constitution fédérale de la Confédération suisse、イタリア語: Costituzione federale della Confederazione Svizzera、ロマンシュ語: Constituziun federala da la Confederaziun svizra）は、スイス連邦の憲法である。
スイス連邦を26の州（カントン）から成る連邦共和国と定め、連邦法や憲法改正についての国民投票を請求する権利等の個人や国民の権利を規定し、州と連邦の責務を線引きし、連邦官庁について規定している。
現行の憲法は、1999年4月18日に国民投票によって成立した。以前の1874年5月29日連邦憲法を全面改正して新たに施行されたが、本質的部分を変えることなく時代に対応させることを意図したものである。

## 歴史
現行憲法の土台は、フランス革命の思想に影響を受けた1848年9月12日連邦憲法の公布によって形作られた。1848年憲法は、分離同盟戦争に応じて作られたものであり、連邦憲法を侵害しない限度において各州に主権を与えた。
1848年憲法は1866年に部分的に改正され、1874年に全面改正された。この全面改正の際、連邦レベルで国民投票の制度が導入された。1891年初頭、憲法に“イニシアティブ権”（一定数の有権者が憲法の条項を改正し、又は条項を新設するよう請求する権利）が定められた。このため、いつでも部分改正が可能になった。
連邦憲法は、1990年代に二度目の全面改正が行われ、新憲法（現行憲法）は1999年4月18日に行われた国民及び各州の投票によって成立し、2000年1月1日から1874年憲法に替わって施行された。この新憲法には、それまで連邦裁判所でのみ議論されてきた9つの人権について規定された。
イニシアティブ（国民による憲法改正発議）とそれに対する反対提案のため、スイス憲法は頻繁に改正されやすい。1874年憲法は、140回以上の部分改正が行われており、現行憲法も同様に1年に1回以上のペースで部分改正が行われることが予想されており、2003年時点で既に6回の改正が行われた。

## 構成

### 前文及び第1編
前文と第1編は、法の支配に基づく、26の州による民主的連邦共和制という、国の一般的な枠組みについて定めている。
前文は、スイス憲法の伝統を受け継ぎ、厳粛な神へのことばで始まっている。そこでは、連邦憲法の制定権者たるスイス国民と各州による意志として、前文に掲げられた「自由と民主主義と、世界に対する連帯と公開の中での独立と平和」という価値観を厳守することが表明されている。
第1編（1条から6条）の総則は、連邦、州、基礎自治体の特徴を定めている。連邦を構成する州が列挙され、憲法の範囲内における州の主権が明言され、公用語としてドイツ語、フランス語、イタリア語、ロマンシュ語が列挙されている。また、法の支配、比例原則、信義誠実の原則、国際法遵守の原則を国に義務付け、最後に国民の責任について言及している。

### 第2編　基本権、市民権及び社会目的
第2編は、人権条項である。1874年憲法で定められた人権は極めて限定的であり、また、旧憲法の53条に定められていた立派に埋葬される権利のような、20世紀になって重要性を失ったものも存在した。その結果、連邦裁判所の膨大な判例が、多くの潜在的、あるいは慣習上の人権を発展させていった。この際、欧州人権裁判所の判例を参考にし、スイスも1974年に批准している欧州人権条約で保障されている人権を加えていった。
1999年の憲法改正の中で、連邦議会は、これらの判例を、世界人権宣言や自由権規約で保障された権利と適合する包括的な権利の目録の形で成文化することを決めた。
第2編は、スイスの市民権の取得や参政権の行使についての基本的なルールについても規定している。さらに、社会保障や医療、住宅の確保といった、直接的な強制力はないが政府が守るべき「社会目的」も規定されている。

### 第3編　連邦、州及び自治体
第3編では、連邦と州の関係や権限について定めている。

### 第4編　国民及び州
第4編では、国民投票やイニシアティブについて定めている。

### 第5編　連邦官庁
第5編では、連邦議会や連邦参事会、連邦裁判所といった連邦官庁について定めている。

### 第6編　連邦憲法の改正及び経過規定
第6編では、憲法改正の手続きや経過規定について定めている。